# Glossoloma martinianum
Glossoloma martinianum är en tvåhjärtbladig växtart som först beskrevs av J.F. Smith, och fick sitt nu gällande namn av J.L. Clark. Glossoloma martinianum ingår i släktet Glossoloma och familjen Gesneriaceae. Inga underarter finns listade i Catalogue of Life.